# Herman Kip

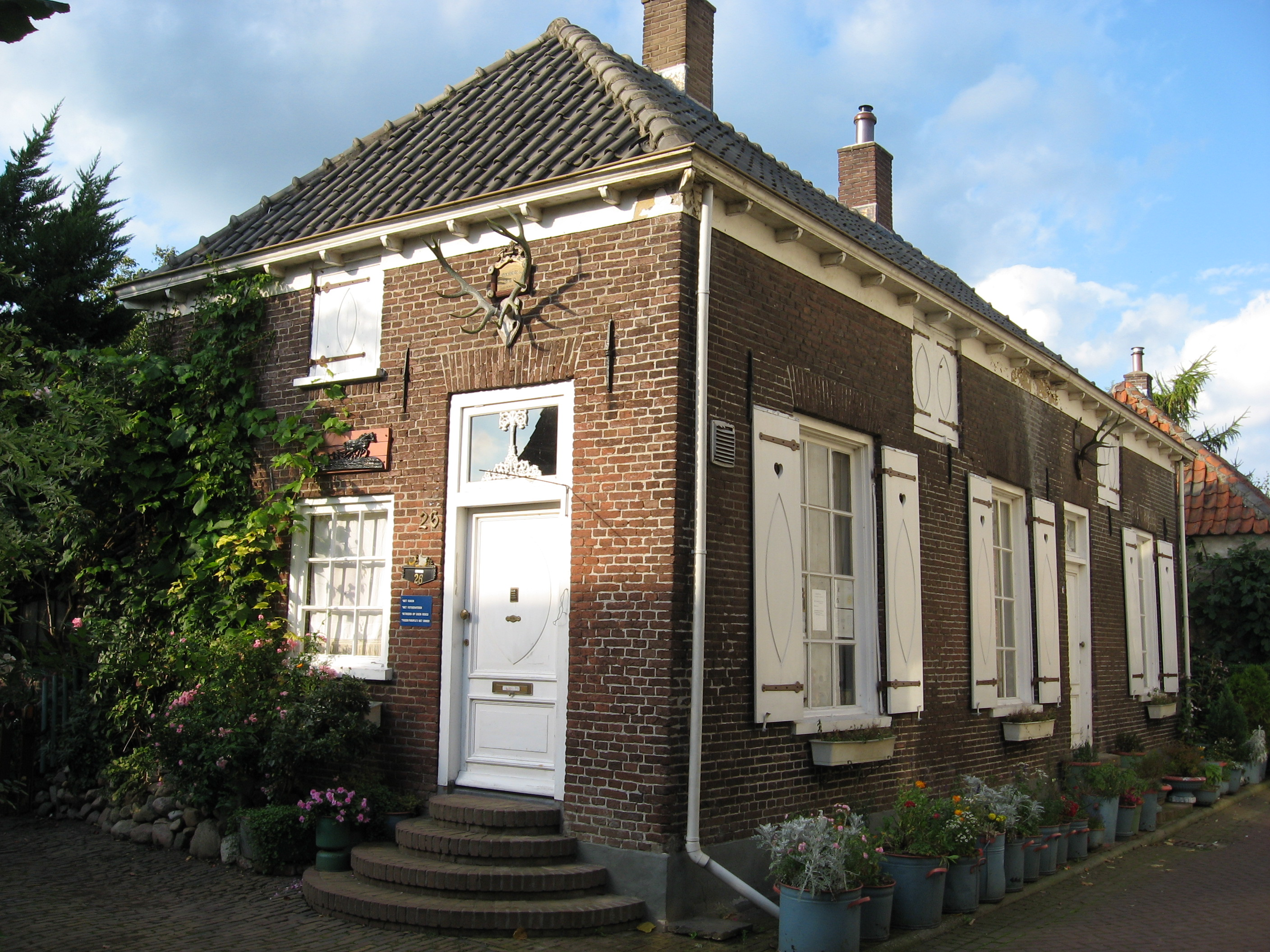
Boerderij Herman Kip aan de Oude Touwbaan

Herman Kip (Zutphen, 2 februari 1925 – aldaar, 1 januari 2006) was een Nederlandse boer en kunstschilder, ook bekend onder de naam Boer Kip, die zijn hele leven in De Hoven bij Zutphen woonde.
De ouders van Herman Kip bewoonden een boerderij aan de Oude Touwbaan in de wijk De Hoven in Zutphen. Ze kregen vijf kinderen. De moeder overleed al op 58-jarige leeftijd. Herman nam uiteindelijk de boerderij over en zorgde samen met zijn broer Jo en zijn zus Anne tevens voor zijn vader. Al tijdens zijn jeugd interesseerde Herman zich voor tekenen, hetgeen echter met name door zijn moeder werd ontmoedigd.
Door de werkzaamheden op de boerderij was er aanvankelijk weinig mogelijkheid om zijn kunstzinnige kant te ontplooien. Na de dood van zijn vader legde hij zich echter toe op het schilderen, de laatste 25 jaar van zijn leven. Hij leidde toen een teruggetrokken bestaan onder primitieve omstandigheden.
Als autodidact beschilderde hij vrijwel alle voorwerpen die zich in de boerderij bevonden (kasten, melkbussen, borden, klompen, enzovoort), maar hij maakte ook schilderijen, bijvoorbeeld stadsgezichten (Zutphen, Jeruzalem), Bijbelse taferelen en portretten. Hij heeft tijdens zijn leven nooit iets van zijn werk verkocht. De schilderstijl van Herman Kip kan als naïeve schilderkunst beschouwd worden. Soms doen zijn kleurrijke schilderijen en decoraties kinderlijk eenvoudig aan.
Boer Kip liet zijn boerderij na aan de gemeente Zutphen en na zijn dood begin 2006 werd deze op zijn verzoek opengesteld voor het publiek. Aan de inrichting en aankleding van de boerderij is niets gewijzigd sinds zijn overlijden.